# Rue Malher
Rue Malher je ulice v Paříži v historické čtvrti Marais. Nachází se ve 4. obvodu.

## Poloha
Ulice vede od křižovatky s Rue de Rivoli a končí na křižovatce s Rue Pavée.

## Historie
Ulice je doložena již v 15. století jako součást Rue des Ballets mezi Rue Saint-Antoine (současná Rue de Rivoli) a Rue du Roi-de-Sicile. Část mezi Rue du Roi-de-Sicile a Rue Pavée vznikla v roce 1848.
Na základě dekretu prezidenta republiky ze dne 27. května 1849 byla ulice pojmenována Rue du Sub-Lieutenant Malher. Podporučík Auguste Émile Malher, po kterém nese ulice své jméno, byl dne 24. června 1848 zastřelen během červnového povstání.

## Zajímavé objekty
- dům č. 4: budova z konce 19. století má v přízemí bývalé řeznictví, jehož výloha v secesním stylu byla zachována a je od roku 1984 chráněna jako historická památka
- dům č. 13: budova z 19. století má v přízemí bývalé pekařství, jehož výloha a vývěsní štít byly zachovány a jsou od roku 1984 chráněny jako historická památka
- dům č. 22: na jeho místě se nacházela věznice Force